# 長崎県道207号千本木島原港線
長崎県道207号千本木島原港線（ながさきけんどう207ごう せんぼんぎしまばらこうせん）は、長崎県島原市を通る一般県道である。別名、島原まゆやまロードともよばれる。

## 概要
島原市上折橋町から島原市北安徳町に至る。
長崎県の島原半島、雲仙の仁田峠循環自動車道路とは平成新山を挟んで反対側の東麓に位置する長崎県の一般県道の路線で、道路の延長は約8 kmある。別名「島原まゆやまロード」は、道路沿いにそびえる眉山が名の由来となっている。平成新山を間近で見ることができる展望台があるなど、観光に適した道路で、全線で2車線の幅員が確保されている。沿道は、1991年（平成3年）に発生した南島原を襲った大火砕流や土石流の跡を見ることができる。

### 路線データ
- 起点：島原市上折橋町（長崎県道58号愛野島原線交点）
- 終点：島原市北安徳町
- 総延長：14 km

## 路線状況

### 別名
- 島原まゆやまロード

### 重複区間
- 国道57号（島原市門内町 - 島原市大下町・島原市中木場交差点）
- 国道251号（島原市北安徳町）

## 地理

### 通過する自治体
- 島原市

### 交差する道路
| 交差する道路                          | 交差する場所 | 交差する場所       |
| ------------------------------------- | ------------ | ------------------ |
| 長崎県道58号愛野島原線                | 上折橋町     | 起点               |
| 国道57号 重複区間起点                 | 門内町       |                    |
| 国道57号 重複区間終点                 | 大下町       | 島原市中木場交差点 |
| 島原半島広域農道 / 雲仙グリーンロード | 大下町       |                    |
| 国道251号 重複区間起点                | 北安徳町     |                    |
| 国道251号 重複区間終点                | 北安徳町     |                    |

### 沿線
- 千本木展望所
- 平成新山展望園地
- 島原市立第五小学校
- 島原市立第三中学校